# Хотри, Джон
Джон Парвис Хотри (англ. John Purvis Hawtrey; 19 июля 1850 — 17 августа 1925) — английский футболист, вратарь. Выступал за футбольные клубы «Ремнантс», «Олд Итонианс» а также за национальную сборную Англии. 

## Клубная карьера
Уроженец Итона, Хотри окончил Итонский колледж, где учился с 1857 по 1864 год. С 1864 года учился в Клифтонском колледже. Выступал за футбольные команды Ремнантс и «Олд Итонианс». В сезоне 1878/79 в составе «Олд Итонианс» выиграл Кубок Англии, обыграв в финале «Клэпем Роверс».

## Карьера в сборной
В 1881 году провёл два матча за сборную Англии: 26 февраля против сборной Уэльса (поражение со счётом 0:1), а 12 марта — против сборной Шотландии (поражение со счётом 1:6).

## Достижения
«Олд Итонианс»
- Обладатель Кубка Англии: 1879

## Личная жизнь
Родился в Итоне, где его отец, преподобный Джон Хотри, был учителем младших классов. Его младший брат Чарльз Хотри был известным комедийным актёром.
После завершения футбольной карьеры был репетитором и журналистом. Также писал пьесы под псевдонимом Джон Трент-Хей (англ. John Trent-Hay).